# 一瀬悠
一瀬 悠（いちのせ ゆう、1990年8月18日 - ）は、日本の俳優。山梨県出身。ヒラタオフィスの新人研修部門であるフラッシュアップに所属。

## 出演

### 舞台
- 夕鶴（2011年） - 運ず 役
- 国盗人（2011年） - 久秀 役
- シャドー・ボクシング（2013年） - 影の3人組 役
- 劇団空感エンジン「Juliet」（2014年） - 重岡雄太 役
- 劇団空感エンジン「解体OK」（2014年） - 主役：田中淳司 役
- 劇団ドガドガプラス「赤と黒＝RED&BLACK」（2014年） - 曙登 役
- 弱虫ペダル インターハイ篇 The Second Order（2014年） - パズルライダー
- クリエイティヴ零 Dance×Act Live Vol.2「RAIN」（2014年）
- 弱虫ペダル 箱根学園篇〜野獣覚醒〜（2014年） - パズルライダー
- 劇団P.O.P 第2回公演「アイスクリーム・DE・どん！」（2014年）
- 劇団空感エンジン「吉橋信夫 始まります！」（2015年） - 主役：吉橋信夫 役
- 弱虫ペダル インターハイ篇 The WINNER（2015年） - パズルライダー
- ワイアールジャパン＆ヒエロマネジメント PRESENTS「SKY」（2015年） - 香田大輔 役
- 東京喰種トーキョーグール（2015年）
- 劇団空感演人「帰ってきた 吉橋信夫」（2015年） - 主役：吉橋信夫 役
- 弱虫ペダル IRREGULAR〜2つの頂上〜（2015年） - パズルライダー
- 弱虫ペダル 〜総北新世代、始動〜（2016年） - パズルライダー
- 弱虫ペダル 〜箱根学園新世代、始動〜（2016年） - パズルライダー
- HYBRID PROJEST Vol.14 RAMPO chronicle「虚構のペルソナ」（2016年） - 小林少年 役
- ヒロセプロジェクト「魔法使いになる方法」（2016年）
- 弱虫ペダル 新インターハイ篇〜スタートライン〜（2017年） - パズルライダー
- サイレントメビウス（2017年） - ディロス・コーン 役
- B-PROJECT on STAGE「OVER the WAVE!」アンサンブル（2017年）
- 弱虫ペダル 新インターハイ篇〜ヒートアップ〜（2017年） - 山口紀之 役/パズルライダー監督
- RAMPO chronicle 特別公演「怪人二十面相」（2018年） - 小林少年 役
- 弱虫ペダル 新インターハイ篇〜箱根学園王者復格〜（2018年） - 山口紀之 役/パズルライダー監督
- 弱虫ペダル 新インターハイ篇〜制・限・解・除（リミットブレイカー）〜（2019年） - 山口紀之 役/パズルライダー監督[1]

### 映画
- 短編映画 ささやかな（2014年） - 野村修一 役

### PV
- 三代目J Soul Brothers from EXILE TRIBE「S.A.K.U.R.A.」（2014年）

### テレビドラマ
- ブラック・プレジデント 第7話（2014年、関西テレビ）
- 弱くても勝てます〜青志先生とへっぽこ高校球児の野望〜 第10話（2014年、日本テレビ） - 補欠部員 役
- 永遠の0（2015年、テレビ東京） - 通信兵 役
- HOPE〜期待ゼロの新入社員〜（2016年、フジテレビ） - カフェ店員 役